# ぶつだんのもり
株式会社 ぶつだんのもりは、徳島県小松島市江田町に本社を置く、仏壇、仏具の製造、直売および霊園の販売運営・受託を行う仏壇店である。

## 概要

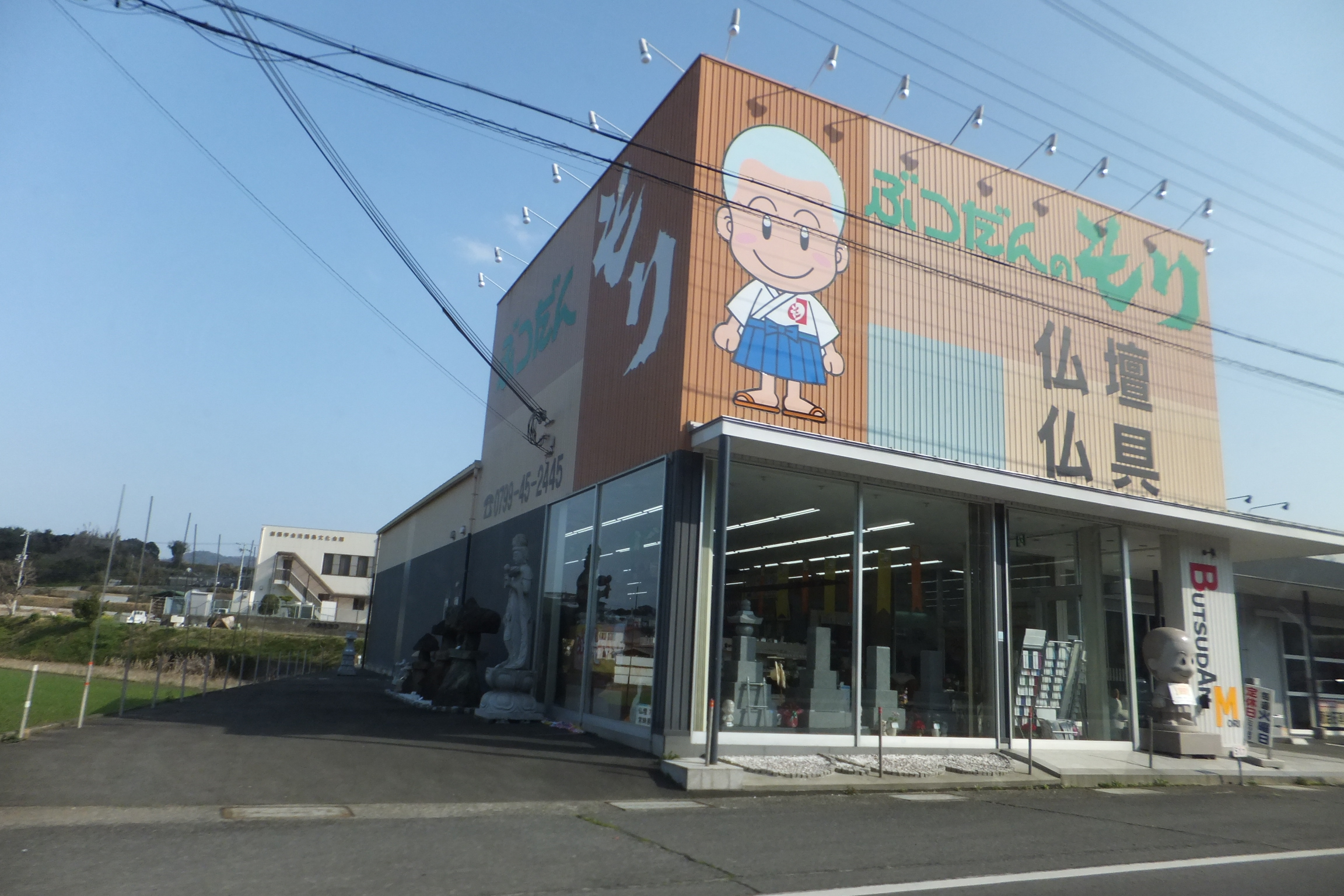
店舗の一例
（ぶつだんのもり淡路店）

店舗は徳島県内と兵庫県南あわじ市（淡路島）にある。
テレビCMは、四国放送にて放送されており、ぶつだんのもりのイメージキャラクターである「もくりん」を使用している。「行進編」、「だるまさんが転んだ編」等があり、公式サイトでCMを見ることができる。

## 沿革
- 1965年 - 小松島市江田町に家具製造業を行う森木工を創業。
- 1966年 - 有限会社森木工を設立。
- 1973年 - 仏壇の製造に着手。
- 1979年 - 有限会社ぶつだんのもりを設立。
- 1990年 - 有限会社から株式会社 ぶつだんのもりに変更。有限会社ファクトリーもり、プランニングもりを設立。
- 2007年 - 有限会社ファクトリーもり、メモリアルもりを統合し、株式会社メモリアルもりを設立。

## 店舗
- 本店きらめき館（小松島市）
- 本店いきいき館（徳島市）
- 応神店（徳島市）
- 石井店（石井町）
- 阿南店（阿南市）
- 脇町店（美馬市）
- かもじま店（吉野川市）
- 淡路店（兵庫県南あわじ市）

## 霊園
- 徳島県内11ヶ所にある霊園の設備管理業務や永代使用承認発行業務、園内の清掃・警備、墓地購入名簿・埋葬者名簿の管理業務、石材店への連絡・取次業務などを行う。